# Concatedral de Santa Maria de Guadalajara
A Concatedral de Santa Maria de Guadalajara (em castelhano: Concatedral de Santa María de la Fuente la Mayor) é um templo católico da cidade de Guadalajara, em Castela-Mancha. É a sé da Diocese de Sigüenza-Guadalajara, juntamente com a Catedral de Sigüenza. Foi construída durante o século XIV sobre as ruínas de uma mesquita do século XIII, tendo sido empregado o estilo maneirista com elementos da arte mudéjar. Desde 1941, a Catedral de Guadalajara está classificada como Bem de Interesse Cultural da Espanha.